# Lovely and Amazing
Pour plus de détails, voir Fiche technique et Distribution.
Lovely and Amazing est un film américain réalisé par Nicole Holofcener, sorti en 2001.

## Synopsis
Une mère et ses trois filles dont la dernière est adoptée : quatre personnalités, chacune à sa manière grignotée par l'insécurité. Jane escompte rajeunir grâce à la chirurgie esthétique, Michelle désespère de vendre ses miniatures artisanales, Elizabeth se déprécie en tant qu'actrice et Annie cherche à correspondre au modèle familial.

## Fiche technique
- Titre : Lovely and Amazing
- Réalisation : Nicole Holofcener
- Scénario : Nicole Holofcener
- Photographie : Harlan Bosmajian
- Société de production : Lions Gate Film
- Pays d'origine :  États-Unis
- Format : couleur - 1,85:1 - Dolby Digital
- Genre : Comédie dramatique, Film romantique
- Date de sortie : 2001

## Distribution
- Emily Mortimer : Elizabeth Marks
- Brenda Blethyn : Jane Marks
- Raven Goodwin : Annie Marks
- Catherine Keener : Michelle Marks
- Jake Gyllenhaal : Jordan
- Michael Nouri : Dr Crane
- Aunjanue Ellis : Lorraine
- Dermot Mulroney : Kevin McCabe
- Romy Rosemont : Dr Debbie Waldman
- Clark Gregg : Bill
- Dreya Weber : Donna
- Lee Garlington : la mère de Jordan
- Kristen Dalton : la vendeuse
- Branden Williams : l'adolescent
- Nate Richert : l'adolescent
- Scott Adsit : l'homme au téléphone